# Dumbrava (Timiș)

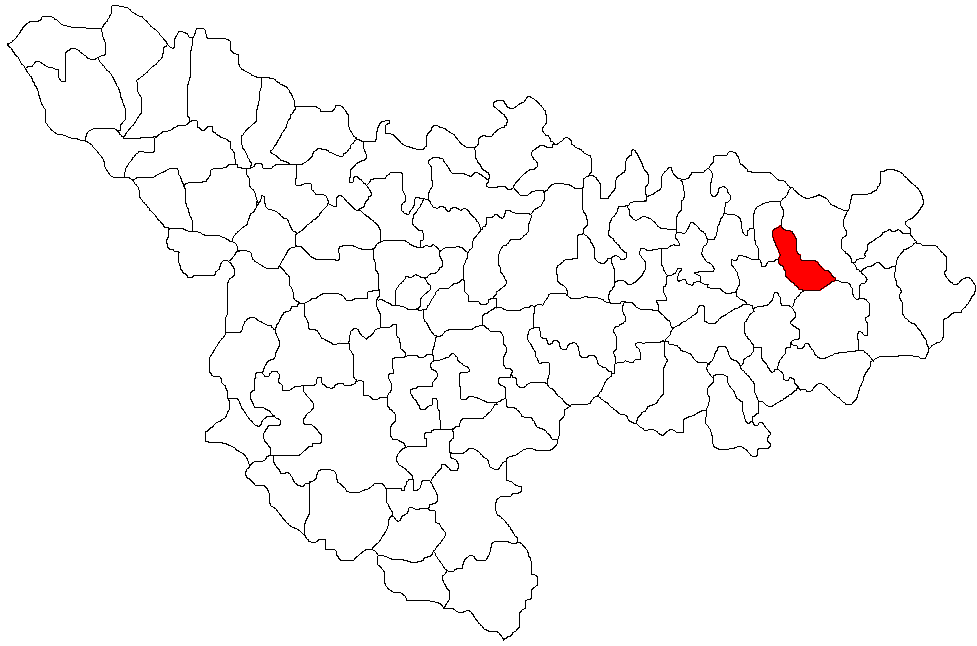
Lage der Gemeinde Dumbrava im Kreis Timiș

Dumbrava (ungarisch Igazfalva) ist eine Gemeinde im Kreis Timiș, in der Region Banat, im Südwesten Rumäniens. Zu der Gemeinde Dumbrava gehören auch die Dörfer Răchita und Bucovăț.

## Geografische Lage
Dumbrava liegt im Osten des Kreises Timiș, in 97 Kilometer Entfernung von der Kreishauptstadt Timișoara und 27 Kilometer von Lugoj, an der Nationalstraße DN6 Timișoara-Lugoj.

## Nachbarorte
| Răchita     | Bunea Mare                                  | Făget    |
| Mănăștur    | Kompassrose, die auf Nachbargemeinden zeigt | Brănești |
| Traian Vuia | Bucovăț                                     | Fârdea   |

## Geschichte
Dumbrava wurde 1893 mit Ungarn aus der Szegeder Gegend angesiedelt. Die Ungarn nannten den Ort Igazfalva. Bereits im Mittelalter gab es hier zwei Siedlungen mit den Namen Also Igazfalwa und Felso Igazfalwa.
Nach dem Frieden von Passarowitz (1718), als das Banat eine Habsburger Krondomäne wurde, war Igazfalva Teil des Temescher Banats.
Am 4. Juni 1920 wurde das Banat infolge des Vertrags von Trianon dreigeteilt. Der größte, östliche Teil, zu dem auch Igazfalva gehört, fiel an das Königreich Rumänien. Seitdem ist Dumbrava die amtliche Bezeichnung der Ortschaft.

## Demografie
Die Bevölkerungsentwicklung der Gemeinde Dumbrava:
| 1880 | 1995 | 1953 | 7    | 15 | 20                |
| 1910 | 4413 | 2393 | 1934 | 17 | 69                |
| 1930 | 3870 | 2387 | 1458 | 6  | 19                |
| 1977 | 2993 | 2183 | 800  | 6  | 4                 |
| 2002 | 2797 | 2244 | 530  | 7  | 16                |
| 2011 | 2659 | 2088 | 471  | 5  | 95 (10 Ukrainer)  |
| 2021 | 2512 | 1937 | 417  | 2  | 156 (13 Ukrainer) |